# Bibio laufferi
Bibio laufferi är en tvåvingeart som beskrevs av Gabriel Strobl 1906. Bibio laufferi ingår i släktet Bibio och familjen hårmyggor.
Artens utbredningsområde är Spanien. Inga underarter finns listade i Catalogue of Life.